# IPnuts
IPnuts（アイピーナッツ）は、Linuxディストリビューションの一つで、セサミ有限会社がLinux Router Projectを元に開発したルーティングソフトウェアである。用途としては主にルータやファイアウォールの構築に特化され、それらが比較的容易に行えるという特徴を持つ。
起動可能なリムーバブルメディアがあればハードディスクなどを必要とせず、市販されているルーターと同様起動後にウェブブラウザから各種設定が行える。
製品によって提供される内容が異なる。
Mosquito
かつて存在していたIPnutsのユーザーフォーラムに登録し、個人や評価目的であれば無料で利用できた。ただし起動メディアはフロッピーディスク（イメージファイル）に限定され、VPNなどいくつかの機能が利用できない。
CD-ROM
起動メディアにCD-ROMを採用した版。CD-ROMを購入、あるいはエキストラメンバーキーを購入する事で、フォーラムからディスクイメージをダウンロードできた。
Flash
起動メディアにコンパクトフラッシュを採用した版。ハードウェア購入でユニバーサルライセンスが提供されていた。
活動停止に伴い、ライセンスの販売も停止し、ウェブサイトが消失するまではIPnuts Mosquito以外入手できない状態であった。